# Maria Weston Chapman
Maria Weston Chapman, född 25 juli 1806 i Weymouth, Massachusetts, död 12 juli 1885, var en amerikansk abolitionist. Hon var en ledande kraft i Boston Female Anti-Slavery Society (1833–1840), ledamot i American Anti-Slavery Society (1839) samt redaktör för tidskriften The Non-Resistant (1839–1842). 